# Anne Roudier
Pour les articles homonymes, voir Roudier.
Anne Roudier, née Angèle Marie Séraphine Raffi à Villefranche-sur-Mer (Alpes-Maritimes) le 25 août 1906 et morte  le 15 mars 1981 dans le 18e arrondissement de Paris, est une actrice française.

## Filmographie
- 1946 : Le Charcutier de Machonville de Vicky Ivernel
- 1951 : Fortuné de Marseille d'Henry Lepage et Pierre Méré
- 1952 : Manon des sources de Marcel Pagnol : la mère de l'instituteur
- 1953 : La Route Napoléon de Jean Delannoy : Delphine
- 1953 : Voleur malgré lui (Piovuto del cielo) de Leonardo De Mitri
- 1954 : Après vous, duchesse de Robert de Nesle
- 1954 : Escalier de service de Carlo Rim
- 1954 : Tout chante autour de moi de Pierre Gout
- 1954 : Leguignon guérisseur : la femme de l'épicier
- 1955 : Le Couteau sous la gorge de Jacques Séverac : Madame Chauvinet
- 1956 : Honoré de Marseille de Maurice Régamey
- 1956 : La mariée est trop belle de Pierre Gaspard-Huit
- 1956 : Les Promesses dangereuses de Jean Gourguet
- 1957 : La Bonne Tisane d'Hervé Bromberger : Mme Lefebvre
- 1957 : La Nuit des suspectes de Víctor Merenda : la nounou
- 1957 : Ariane (Love in the Afternoon) de Billy Wilder
- 1958 : La P... sentimentale de Jean Gourguet
- 1965 : 22, avenue de la Victoire (mini-série) : Nicole dite « Galina »
- 1969 : L'Âne de Zigliara de Jean Canolle
- 1971 : La Grande Maffia de Philippe Clair : la mama
- 1976 : Le Pays bleu de Jean-Charles Tacchella : Thérèse, la mère de Mathias

## Théâtre
- 1967 : Marius de Marcel Pagnol, mise en scène René Sarvil, Théâtre Sarah-Bernhardt, Théâtre des Ambassadeurs
- 1968 : Marius de Marcel Pagnol, mise en scène René Sarvil, Théâtre des Célestins
- 1968 : Fanny de Marcel Pagnol, mise en scène Henri Vilbert, Théâtre des Célestins
- 1981 : L'Homme, la bête et la vertu de Luigi Pirandello, mise en scène Henri Tisot,   Théâtre des Célestins